# من‌رولند

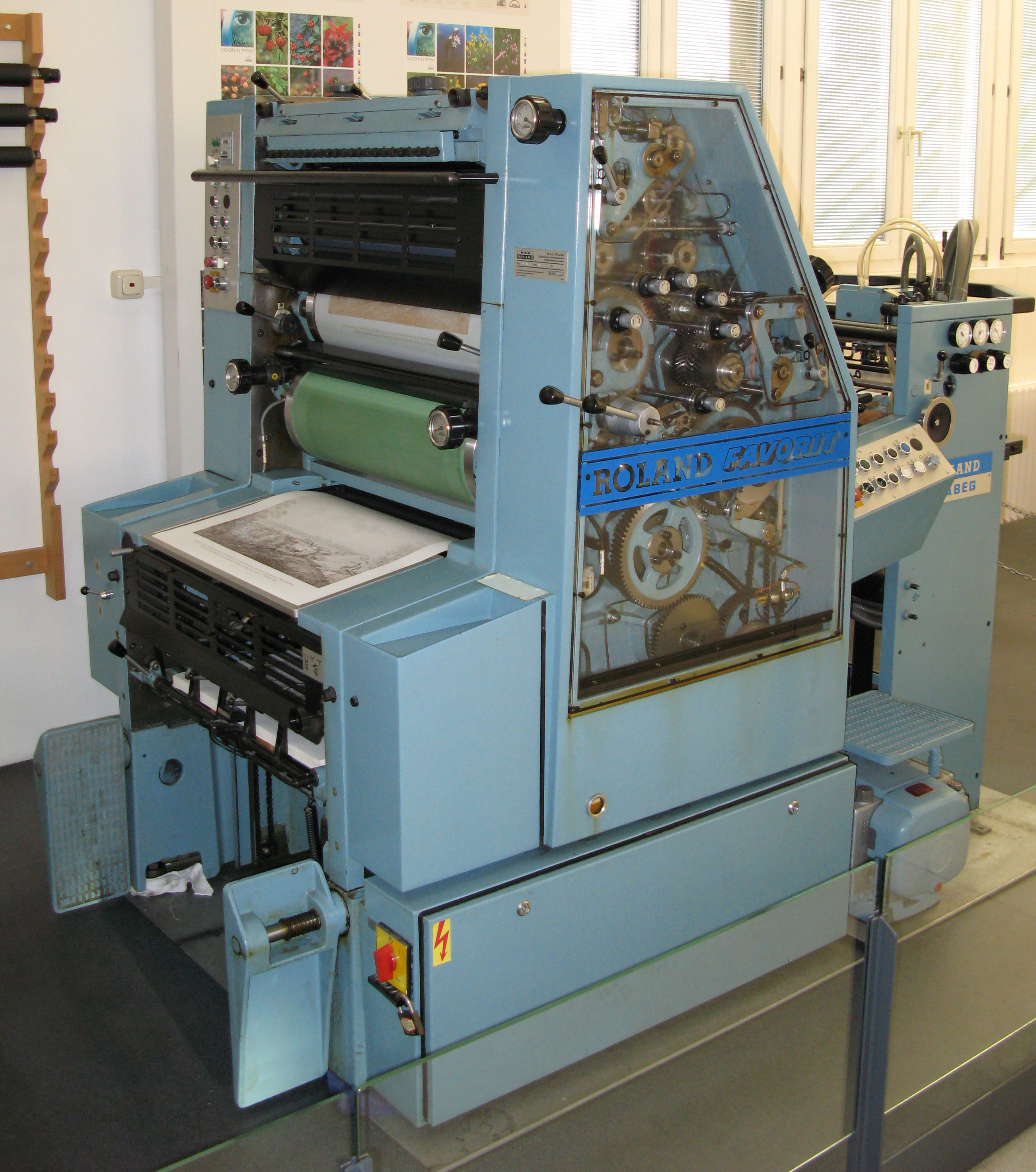
نوع "Roland Favorit RF01"

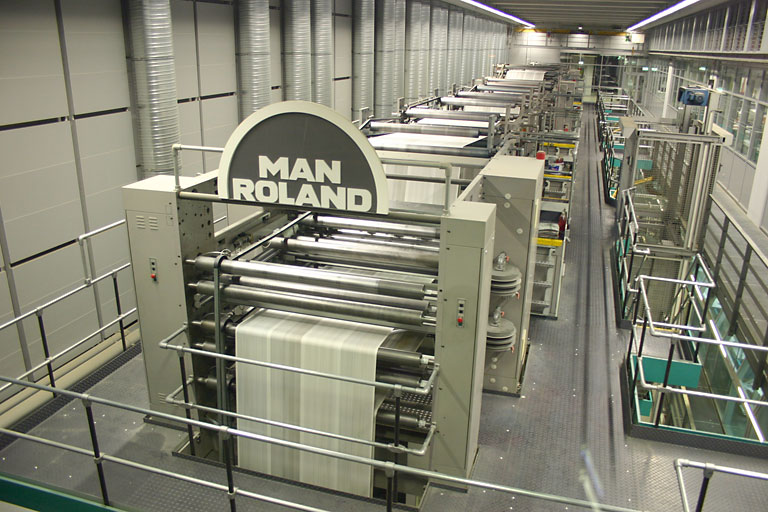
مطبوعات افست لیتوگرافی مطبوعات با سرعت

من‌رولند آگ تولیدکننده روزنامه‌های افست مطبوعات، چاپ افست تجاری و چاپ افست مطبوعات را برای تبلیغات، نشریات و چاپِ بسته‌بندی انجام می‌دهد. من‌رولند تولید ماشین‌آلات چاپ را نیز همواره در دستور کار خود داشته‌است.